# KUAM-FM
KUAM-FM（93.9 FM，“i94”）是位于关岛的一个广播电台，在1966年9月1日开播，是关岛的第一个FM广播电台，功率100千瓦。属于太平洋电视公司，主要播放当代音乐。